# ستوديو لندن
ستوديو لندن، هو ستوديو بريطاني لتطوير ألعاب الفيديو ، تأسس سنة 2002 ومقره لندن، وهو ستوديو التطوير التابع لشركة سوني إنتراكتيف إنترتينمنت، أنتج عدة ألعاب وتطبيقات منها بلاي ستيشن هوم.